# Cathedral City
Cathedral City is een plaats (city) in de Amerikaanse staat Californië, en valt bestuurlijk gezien onder Riverside County.

## Demografie
Bij de volkstelling in 2000 werd het aantal inwoners vastgesteld op 42.647.
In 2006 is het aantal inwoners door het United States Census Bureau geschat op 52.461, een stijging van 9814 (23.0%).

## Geografie
Volgens het United States Census Bureau beslaat de plaats een oppervlakte van
50,4 km², waarvan 49,7 km² land en 0,7 km² water. Cathedral City ligt op ongeveer 97 m boven zeeniveau.

## Plaatsen in de nabije omgeving
De onderstaande figuur toont nabijgelegen plaatsen in een straal van 24 km rond Cathedral City.